# Saint-Denis-de-Brompton
Saint-Denis-de-Brompton è un comune del Canada, situato nella provincia del Québec, nella regione di Estrie.